# Campeonato de Escocia de Rugby 1973-74
El Campeonato de Escocia de Rugby (Scotland Division 1) de 1973-74 fue la primera edición del principal torneo de rugby de Escocia.

## Sistema de disputa
El torneo se disputó en formato de todos contra todos en la que cada equipo enfrentó a cada uno de sus rivales.
El equipo que al finalizar el torneo obtuviera mayor cantidad de puntos, se coronó como campeón del torneo, mientras que los dos últimos descendieron directamente a la División 2.
Puntuación
Para ordenar a los equipos en la tabla de posiciones se los puntuará según los resultados obtenidos.
- 2 puntos por victoria.
- 1 puntos por empate.
- 0 puntos por derrota.

## Clasificación
| Pos. | Equipo              | Encuentros | Encuentros | Encuentros | Encuentros | Tantos | Tantos | Tantos | Puntos |
| Pos. | Equipo              | PJ         | PG         | PE         | PP         | F      | C      | Dif    | Puntos |
| ---- | ------------------- | ---------- | ---------- | ---------- | ---------- | ------ | ------ | ------ | ------ |
| 1.º  | Hawick RFC          | 11         | 9          | 1          | 1          | 214    | 92     | +122   | 19     |
| 2.º  | West of Scotland    | 11         | 9          | 1          | 1          | 178    | 73     | +105   | 19     |
| 3.º  | Gala RFC            | 10         | 6          | 0          | 4          | 175    | 94     | +81    | 12     |
| 4.º  | Glasgow High        | 11         | 6          | 0          | 5          | 176    | 170    | +6     | 12     |
| 5.º  | Edinburgh Wanderers | 11         | 5          | 1          | 5          | 107    | 101    | +6     | 11     |
| 6.º  | Melrose RFC         | 11         | 5          | 1          | 5          | 120    | 146    | -26    | 11     |
| 7.º  | Boroughmuir RFC     | 11         | 5          | 0          | 6          | 142    | 116    | +26    | 10     |
| 8.º  | Jordanhill          | 11         | 5          | 0          | 6          | 89     | 105    | -16    | 10     |
| 9.º  | Watsonians          | 11         | 4          | 1          | 6          | 125    | 154    | -29    | 9      |
| 10.º | Heriot's FP         | 11         | 4          | 1          | 6          | 139    | 169    | -30    | 9      |
| 11.º | Langholm            | 11         | 3          | 2          | 6          | 137    | 192    | -55    | 8      |
| 12.º | Glasgow Academicals | 10         | 0          | 0          | 10         | 52     | 244    | -192   | 0      |

|  | Campeón.                    |
|  | Descendido a la División 2. |

| Bandera de Escocia |
| Campeón Hawick RFC |
| Primer título      |